# Rasteau
Rasteau is een gemeente in het Franse departement Vaucluse (regio Provence-Alpes-Côte d'Azur) en telt 716 inwoners (2004). De plaats maakt deel uit van het arrondissement Carpentras.

## Geografie
De oppervlakte van Rasteau bedraagt 18,7 km², de bevolkingsdichtheid is 38,3 inwoners per km².
De onderstaande kaart toont de ligging van Rasteau met de belangrijkste infrastructuur en aangrenzende gemeenten.

## Demografie
Onderstaande figuur toont het verloop van het inwonertal (bron: INSEE-tellingen).